# Mohammed Reza Shirazi
Seyyed Mohammed Reza Shirazi (arabiska: آية الله السيد محمد رضا الشيرازي), född 1959 i Karbala, Irak, död 1 juni 2008 i Qom, var en iransk ayatolla.